# Stara Parsęta
Stara Parsęta – struga, dopływ Parsęty. Składa się z dwóch odcinków – górnego będącym naturalnym strumieniem, który następnie przechodzi w meandrujące stare koryto Parsęty.
Według Mapy Podziału Hydrograficznego Polski ciek wodny ma źródło na obszarze między wsią Laski a Gruszewo. Stąd płynie w kierunku północnym obiegając Trudną Górę (51,4 m n.p.m.), a następnie wieś Łęczno. Dalej płynie na północ przez osadę Żabiniec. Następnie wchodzi w dolinę Parsęty, gdzie zaczyna się jej drugi odcinek stanowiący dawne koryto rzeki. Stara Parsęta lekko meandruje wzdłuż lewego brzegu głównego koryta, stale w niewielkiej odległości (od kilkunastu do ok. 150 m). Łączy się z głównym korytem Parsęty przed wsią Rościno.